# Uroleucon eupatorifoliae
Uroleucon eupatorifoliae är en insektsart som först beskrevs av Tissot 1934.  Uroleucon eupatorifoliae ingår i släktet Uroleucon och familjen långrörsbladlöss. Inga underarter finns listade i Catalogue of Life.